# Rizadura
Rizadura, na nomenclatura náutica, é o acto de reduzir a superfície de uma vela quando o vento se levanta, utilizando rizes (pequenos cabos) cosidas na vela em duas ou três linhas paralelas. Chamam-se forras de rizo o conjunto dos cabos e dos olhais onde os rizes vão passar  . 

## Vela grande

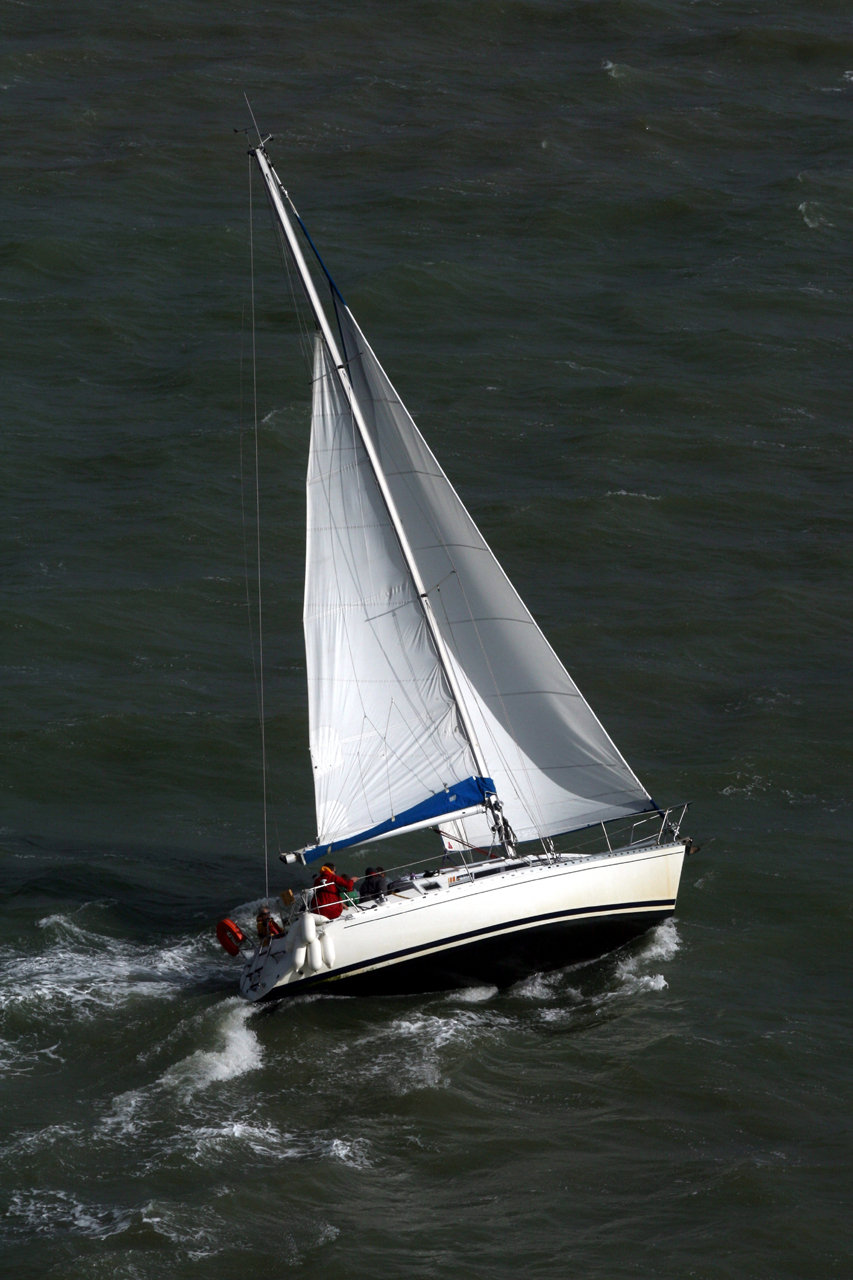
Vela grande com (dois?) riz

As primeiras acções a fazer quando o vento se levanta é de aplainar o mais possível o velame para que o vento não as enfole e trazer a escota da vela grande (VG) bem para o centro do seu carrinho com a mesma finalidade. Orçar (em francês:  Loffer) mais do que necessário o que tirará vento às velas. Se o vento continua a forçar há que rizar. 
Para a rizadura é preciso :
1. libertar o burro da retranca e folgar a escota da VG;
2. arrear a vela para que ela desça até ao nível dos rizes desejados;
3. prender os rizes dos postos previsto da retranca;
4. içar de novo a VG.

As escotas de VG devem ser caçadas (puxadas) para se manter a vela o mais liso possível. 
Em princípio o primeiro riz é utilizado a partir de 15-20 nós, o segundo a partir de 20-30 e o terceiro a partir de 25-35 nós, valores que dependem do veleiro.

## Vela de estai
Nos antigos veleiros ligeiros era necessário mudar-la por uma mini VE, mas hoje com as VE de enrolar pode-se adaptar a superfície muito progressivamente à força do vento.